# Mistrovství České republiky v krasobruslení
Mistrovství České republiky v krasobruslení se koná pravidelně od roku 1994.

## Výsledky

### Muži
| Rok  | Dějiště          | Zlato              | Stříbro            | Bronz             |
| 1994 | Třinec           | Jaroslav Dostál    | Martin Diviš       |                   |
| 1995 | Ústí nad Labem   | Jaroslav Suchý     | Radek Horák        | Karel Nekola      |
| 1996 | Třinec           | Radek Horák        | Jaroslav Suchý     | Karel Nekola      |
| 1997 | Ústí nad Labem   | Karel Nekola       | Radek Horák        | Petr Jaroš        |
| 1998 | Brno             | Radek Horák        | Petr Jaroš         | Karel Nekola      |
| 1999 | Karviná          | Lukáš Rakowski     | Radek Horák        | Karel Nekola      |
| 2000 | Mladá Boleslav   | Lukáš Rakowski     | Radek Horák        | Tomáš Šrom        |
| 2001 | Mladá Boleslav   | Lukáš Rakowski     | Tomáš Verner       | Tomáš Šrom        |
| 2002 | Karviná          | Tomáš Verner       | Lukáš Rakowski     | Radek Horák       |
| 2003 | Brno             | Tomáš Verner       | Lukáš Rakowski     | Ondřej Hotárek    |
| 2004 | Hradec Králové   | Tomáš Verner       | Michal Matloch     | Ondřej Hotárek    |
| 2005 | Ostrava          | Tomáš Janečko      | Michal Matloch     | Lukáš Rakowski    |
| 2006 | České Budějovice | Tomáš Verner       | Pavel Kaška        | Lukáš Rakowski    |
| 2007 | Liberec          | Tomáš Verner       | Pavel Kaška        | Tomáš Janečko     |
| 2008 | Trenčín          | Tomáš Verner       | Michal Březina     | Pavel Kaška       |
| 2009 | Třinec           | Pavel Kaška        | Michal Matloch     | Petr Bidař        |
| 2010 | Těšín            | Michal Březina     | Tomáš Verner       | Pavel Kaška       |
| 2011 | Žilina           | Tomáš Verner       | Michal Březina     | Pavel Kaška       |
| 2012 | Ostrava          | Tomáš Verner       | Michal Březina     | Pavel Kaška       |
| 2013 | Těšín            | Tomáš Verner       | Pavel Kaška        | Martin Krhovjak   |
| 2014 | Bratislava       | Tomáš Verner       | Michal Březina     | Petr Coufal       |
| 2015 | Budapešť         | Michal Březina     | Petr Coufal        | Pavel Kaška       |
| 2016 | Třinec           | Michal Březina     | Jiří Bělohradský   | Petr Kotlařík     |
| 2017 | Katovice         | Jiří Bělohradský   | Matyáš Bělohradský | Tomáš Kupka       |
| 2018 | Košice           | Jiří Bělohradský   | Matyáš Bělohradský | Petr Kotlařík     |
| 2019 | Budapešť         | Matyáš Bělohradský | Petr Kotlařík      | Daniel Mrázek     |
| 2020 | Ostrava          | Michal Březina     | Matyáš Bělohradský | Jiří Bělohradský  |
| 2021 | Těšín            | Michal Březina     | Jiří Bělohradský   | Georgii Reshtenko |
| 2022 | Spišská Nová Ves | Matyáš Bělohradský | Georgii Reshtenko  | nebyla udělena    |
| 2023 | Budapešť         | Petr Kotlařík      | Georgii Reshtenko  | nebyla udělena    |
| 2024 | Turnov           | Georgii Reshtenko  | Filip Ščerba       | nebyla udělena    |

### Ženy
| Rok  | Dějiště          | Zlato                     | Stříbro                   | Bronz                     |
| 1994 | Třinec           | Irena Zemanová            | Kateřina Beránková        | Lenka Kulovaná            |
| 1995 | Ústí nad Labem   | Kateřina Beránková        | Lenka Kulovaná            | Irena Zemanová            |
| 1996 | Třinec           | Lenka Kulovaná            | Kateřina Beránková        | Karolína Hofferová        |
| 1997 | Ústí nad Labem   | Lenka Kulovaná            | Kateřina Beránková        | Kateřina Blohonová        |
| 1998 | Brno             | Lenka Kulovaná            | Kateřina Blohonová        | Veronika Skalická         |
| 1999 | Karviná          | Annette Dytrtová          | Veronika Dytrtová         | Petra Lehká               |
| 2000 | Mladá Boleslav   | Eva Chudá                 | Lenka Šeniglová           | Veronika Dytrtová         |
| 2001 | Mladá Boleslav   | Lucie Krausová            | Lenka Šeniglová           | Veronika Dytrtová         |
| 2002 | Karviná          | Lucie Krausová            | Veronika Dytrtová         | Lenka Šeniglová           |
| 2003 | Brno             | Lucie Krausová            | Petra Lukáčíková          | Marta Klímová             |
| 2004 | Hradec Králové   | Petra Lukáčíková          | Ivana Hudziecová          | Dina Babická              |
| 2005 | Ostrava          | Petra Lukáčíková          | Pavla Skotalová           | Ivana Hudziecová          |
| 2006 | České Budějovice | Ivana Hudziecová          | Petra Lukáčíková          | Hana Charyparová          |
| 2007 | Liberec          | Ivana Hudziecová          | Nella Simaová             | Klára Nováková            |
| 2008 | Trenčín          | Nella Simaová             | Hana Charyparová          | Klára Nováková            |
| 2009 | Třinec           | Nella Simaová             | Ivana Hudziecová          | Martina Boček             |
| 2010 | Těšín            | Martina Bočeková          | Ivana Buzková             | Nella Simaová             |
| 2011 | Žilina           | Martina Bočeková          | Kristina Kostková         | Eliška Březinová          |
| 2012 | Ostrava          | Eliška Březinová          | Klára Světlíková          | Nastasia Lobachevskaya    |
| 2013 | Těšín            | Laura Raszyková           | Klára Světlíková          | Jana Coufalová            |
| 2014 | Bratislava       | Eliška Březinová          | Elizaveta Ukolova         | Jana Coufalová            |
| 2015 | Budapešť         | Eliška Březinová          | Elizaveta Ukolova         | Jana Coufalová            |
| 2016 | Třinec           | Eliška Březinová          | Michaela Lucie Hanzlíková | Anna Dušková              |
| 2017 | Katovice         | Michaela Lucie Hanzlíková | Eliška Březinová          | Natálie Kratěnová         |
| 2018 | Košice           | Eliška Březinová          | Daniela Ko                | Michaela Lucie Hanzlíková |
| 2019 | Bodapešť         | Eliška Březinová          | Klára Štěpánová           | Aneta Janiczková          |
| 2020 | Ostrava          | Eliška Březinová          | Nikola Rychtaříková       | Kateřina Fričová          |
| 2021 | Těšín            | Eliška Březinová          | Nikola Rychtaříková       | Oluša Gajdošová           |
| 2022 | Spišská Nová Ves | Eliška Březinová          | Nikola Rychtaříková       | Ellen Slavíčková          |
| 2023 | Budapešť         | Barbora Vránková          | Eliška Březinová          | Nikola Rychtaříková       |
| 2024 | Turnov           | Barbora Vránková          | Eliška Březinová          | Michaela Vraštáková       |

### Sportovní dvojice
| Rok                             | Dějiště          | Zlato                                                                               | Stříbro                                                                             | Bronz                                                                               |
| 1994                            | Třinec           | Radka Kovaříková / René Novotný                                                     | Veronika Joukalová / Otto Dlabola                                                   | Nebyla udělena                                                                      |
| 1995                            | Ústí nad Labem   | Veronika Joukalová / Otto Dlabola                                                   | Kristýna Matěnová / Martin Diviš                                                    | Nebyla udělena                                                                      |
| 1996                            | Třinec           | Veronika Joukalová / Otto Dlabola                                                   | Nebyla udělena                                                                      | Nebyla udělena                                                                      |
| 1997                            | Ústí nad Labem   | Pavla Ročková / Martin Diviš                                                        | Nebyla udělena                                                                      | Nebyla udělena                                                                      |
| 1998                            | Brno             | Kateřina Beránková / Otto Dlabola                                                   | Nebyla udělena                                                                      | Nebyla udělena                                                                      |
| 1999                            | Karviná          | Kateřina Beránková / Otto Dlabola                                                   | Nebyla udělena                                                                      | Nebyla udělena                                                                      |
| 2000                            | Mladá Boleslav   | Kateřina Beránková / Otto Dlabola                                                   | Michaela Krutská / Marek Sedlmajer                                                  | Nebyla udělena                                                                      |
| 2001                            | Mladá Boleslav   | Michaela Krutská / Marek Sedlmajer                                                  | Radka Zlatohlávková / Karel Štefl                                                   | Nebyla udělena                                                                      |
| 2002                            | Karviná          | Kateřina Beránková / Otto Dlabola                                                   | Veronika Havlíčková / Karel Štefl                                                   | Nebyla udělena                                                                      |
| 2003                            | Brno             | Kateřina Beránková / Otto Dlabola                                                   | Andrea Vargová / Marek Sedlmajer                                                    | Adéla Zilvarová / Miroslav Verner                                                   |
| 2004                            | Hradec Králové   | Kateřina Beránková / Otto Dlabola                                                   | Veronika Havlíčková / Karel Štefl                                                   | Nebyla udělena                                                                      |
| 2005                            | Ostrava          | Nebyla udělena                                                                      | Nebyla udělena                                                                      | Nebyla udělena                                                                      |
| 2006                            | České Budějovice | Olga Prokuronova / Karel Štefl                                                      | Nebyla udělena                                                                      | Nebyla udělena                                                                      |
| Nebylo na programu 2007 až 2010 |                  |                                                                                     |                                                                                     |                                                                                     |
| 2011                            | Žilina           | Klára Kadlecová / Petr Bidař                                                        | Alexandra Herbríková / Alexander Zaboev                                             | Nebyla udělena                                                                      |
| 2012                            | Ostrava          | Alexandra Herbríková / Rudy Halmaert                                                | Nebyla udělena                                                                      | Nebyla udělena                                                                      |
| Nebylo na programu 2013 až 2019 |                  |                                                                                     |                                                                                     |                                                                                     |
| 2020                            | Ostrava          | Jelizaveta Žuková / Martin Bidař                                                    | Nebyla udělena                                                                      | Nebyla udělena                                                                      |
| 2021                            | Těšín            | Jelizaveta Žuková / Martin Bidař                                                    | Nebyla udělena                                                                      | Nebyla udělena                                                                      |
| 2022                            | Spišská Nová Ves | Nebyla udělena (Jelizaveta Žuková / Martin Bidař odstoupili před krátkým programem) | Nebyla udělena (Jelizaveta Žuková / Martin Bidař odstoupili před krátkým programem) | Nebyla udělena (Jelizaveta Žuková / Martin Bidař odstoupili před krátkým programem) |
| 2023                            | Budapešť         | Federica Simioli / Alessandro Zarbo                                                 | Nebyla udělena                                                                      | Nebyla udělena                                                                      |
| 2024                            | Turnov           | Barbora Kuciánová / Martin Bidař                                                    | nebyla udělena                                                                      | nebyla udělena                                                                      |

### Taneční páry
| Rok          | Dějiště          | Zlato                                | Stříbro                             | Bronz                                |                |
| 1994         | Třinec           | Kateřina Mrázová / Martin Šimeček    | Radmila Chroboková / Milan Brzý     | Lucie Jeřábková / Martin Andrašovský |                |
| 1995         | Ústí nad Labem   | Kateřina Mrázová / Martin Šimeček    | Šárka Vondrková / Lukáš Král        | Nebyla udělena                       |                |
| 1996         | Třinec           | Kateřina Mrázová / Martin Šimeček    | Šárka Vondrková / Lukáš Král        | Radmila Chroboková / David Blažek    |                |
| 1997         | Ústí nad Labem   | Šárka Vondrková / Lukáš Král         | Alena Kramplová / Jan Nerad         | Monika Kramná / Janák                |                |
| 1998         | Brno             | Kateřina Mrázová / Martin Šimeček    | Šárka Vondrková / Lukáš Král        | Alena Kramplová / Jan Nerad          |                |
| 1999         | Karviná          | Gabriela Hrázská / Jiří Procházka    | Kateřina Kovalová / David Szurman   | Martina Kvarčáková / Ota Jandejsek   |                |
| 2000         | Mladá Boleslav   | Kateřina Kovalová / David Szurman    | Martina Kvarcáková / Ota Jandejsek  | Nebyla udělena                       |                |
| 2001         | Mladá Boleslav   | Kateřina Kovalová / David Szurman    | Veronika Morávková / Jiří Procházka | Martina Kvarčáková / Ota Jandejsek   |                |
| 2002         | Karviná          | Veronika Morávková / Jiří Procházka  | Kateřina Kovalová / David Szurman   | Nebyla udělena                       |                |
| 2003         | Brno             | Veronika Morávková / Jiří Procházka  | Petra Pachlová / Petr Knoth         | Nebyla udělena                       |                |
| 2004         | Hradec Králové   | Petra Pachlová / Petr Knoth          | Diana Janošťáková / Jiří Procházka  | Nebyla udělena                       |                |
| 2005         | Ostrava          | Diana Janošťáková / Jiří Procházka   | Petra Pachlová / Petr Knoth         | Nebyla udělena                       |                |
| 2006         | České Budějovice | Kamila Hájková / David Vincour       | Nebyla udělena                      | Nebyla udělena                       |                |
| 2007         | Liberec          | Kamila Hájková / David Vincour       | Nebyla udělena                      | Nebyla udělena                       |                |
| 2008         | Trenčín          | Kamila Hájková / David Vincour       | Lucie Myslivečková / Matěj Novák    | Nebyla udělena                       |                |
| 2009         | Třinec           | Kamila Hájková / David Vincour       | Lucie Myslivečková / Matěj Novák    | Nebyla udělena                       |                |
| 2010         | Těšín            | Kamila Hájková / David Vincour       | Nebyla udělena                      | Nebyla udělena                       |                |
| 2011         | Žilina           | Lucie Myslivečková / Matěj Novák     | Nebyla udělena                      | Nebyla udělena                       |                |
| 2012         | Ostrava          | Gabriela Kubová / Dmitri Kiselev     | Lucie Myslivečková / Neil Brown     | Karolína Procházková / Michal Češka  |                |
| 2013         | Těšín            | Lucie Myslivečková / Neil Brown      | Gabriela Kubová / Matěj Novák       | Nebyla udělena                       |                |
| 2014         | Bratislava       | Lucie Myslivečková / Neil Brown      | Nebyla udělena                      | Nebyla udělena                       |                |
| 2015         | Budapešť         | Cortney Mansour / Michal Češka       | Nebyla udělena                      | Nebyla udělena                       |                |
| 2016         | Třinec           | Nebylo na programu                   | Nebylo na programu                  | Nebylo na programu                   |                |
| 2017         | Katovice         | Cortney Mansour / Michal Češka       | Nicole Kuzmich / Alexandr Sinicyn   | Nebyla udělena                       |                |
| 2018         | Košice           | Cortney Mansour / Michal Češka       | Nebyla udělena                      | Nebyla udělena                       |                |
| 2019 až 2021 |                  | Nebylo na programu                   | Nebylo na programu                  | Nebylo na programu                   |                |
| 2022         | Spišská Nová Ves | Natálie Taschlerová / Filip Taschler | Nebyla udělena                      | Nebyla udělena                       |                |
| 2023         | Budapešť         | Natálie Taschlerová / Filip Taschler | Denisa Cimlová / Joti Polizoakis    | Nebyla udělena                       | Nebyla udělena |
| 2024         | Turnov           | Kateřina Mrázková / Daniel Mrázek    | nebyla udělena                      | nebyla udělena                       |                |